# Немец, Ондржей
О́ндржей Не́мец (чеш. Ondřej Němec; 18 апреля 1984, Тршебич) — чешский хоккеист, защитник. Чемпион мира 2010 года. В настоящее время является игроком клуба «Злин», выступающего в чешской Экстралиге.

## Карьера
Ондржей Немец начал свою профессиональную карьеру в 1998 году в своём родном городе Тршебиче, выступая за юниорскую команду «Славии Тршебич». В 2001 году Ондржей дебютировал в Экстралиге в составе «Всетина». В следующем году на драфте НХЛ Немец был задрафтован клубом «Питтсбург Пингвинз» во 2 раунде под общим 35 номером. Сезон 2003/04 Ондржей провёл в АХЛ, выступая за клуб «Уилкс-Барре/Скрэнтон Пингвинз», однако уже через год вернулся на родину, где и выступал до 2010 года, став чемпионом и серебряным призёром Экстралиги в составе «Энергии». 23 мая 2010 года Немец подписал контракт с череповецкой «Северсталью». В своём первом сезоне в КХЛ Ондржей стал основным защитником череповецкого клуба, набрав 19 (12+7) очков в 58 проведённых матчах. 16 мая 2012 года подписал контракт с ХК «Лев» из Праги. Немец отыграл в КХЛ 6 сезонов, после чего вернулся в Чехию, подписав контракт с «Кометой» из Брно. За «Комету» он выступал на протяжении 4-х с половиной сезонов. С сезона 2021/22 играет за «Злин».

### Международная
За сборную Чехии Немец выступал на чемпионате мира среди юниоров 2002, молодёжном чемпионате мира 2004, а также чемпионатах мира 2009 и 2010 годов. Ондржей — чемпион мира 2010 года. На мировом первенстве 2011 года Немец стал бронзовым призёром, проведя 6 матчей.

## Достижения
- Обладатель бронзовой медали чемпионата мира среди юниоров 2002
- Самый результативный защитник юниорского чемпионата мира 2002
- Чемпион Чехии (2): 2009, 2018
- Серебряный призёр чемпионата Чехии 2008
- Бронзовый призёр чемпионата Чехии 2021
- Чемпион мира 2010
- Бронзовый призёр чемпионата мира (2): 2011, 2012
- Участник матча звёзд КХЛ 2013
- Чемпион России 2015
- Финалист Кубка Гагарина 2014

## Статистика
| Легенда | Легенда                    | Легенда | Легенда                   | Легенда | Легенда    |
| ------- | -------------------------- | ------- | ------------------------- | ------- | ---------- |
| И       | Количество проведённых игр | Штр     | Штрафное время            | +/−     | Плюс-минус |
| Г       | Голы                       | П       | Голевые передачи          | О       | Очки       |
| -       | Статистика неизвестна      | —       | Статистика не учитывалась |         |            |